# Ванесса Мэй
Ванесса-Мэй Ванакорн Николсон (англ. Vanessa-Mae Vanakorn Nicholson; кит. 陳美, Chén Měi, род. 27 октября 1978) — британская скрипачка, композитор, горнолыжница, певица. Известна в основном благодаря техно-обработкам классических композиций. Стиль исполнения: «скрипичный техно-акустический фьюжн» (англ. violin techno-acoustic fusion), или «эстрадная скрипка».

## Биография
Китаянка по матери, тайка по отцу. Когда Ванессе было 4 года, её родители развелись, и мать забрала её в Великобританию. После переезда её мать вышла замуж за английского юриста Грэма Николсона (англ. Graham Nicholson).
Заниматься музыкой она начала в возрасте трёх лет, но тогда главным её инструментом было фортепиано. Позже она переключилась на скрипку, потому что отчим просил её брать в руки скрипку и аккомпанировать ему.
Первое выступление Ванессы было в возрасте девяти лет. Играла с филармоническим оркестром, когда ей было десять. Ванесса была самым молодым учеником в Королевском музыкальном колледже. В 1990 году Ванесса Мэй записала свой дебютный диск Violin, а уже в мае 1991 года он увидел свет.
В 1992 году она первый раз взяла в руки электроскрипку Zeta. В 1994 году она записала свой первый поп-альбом. Рейтинг альбома The Violin Player взлетел в чартах более чем 20 стран сразу же после выхода.
В 1996 году она была номинирована на премию «BRIT Awards» как лучшая британская исполнительница (Best British Female), однако награду не получила.
В 1997 году Гонконг удостоил Ванессу приглашением выступить в Гонконге на Церемонии Воссоединения Китая, где она выступала наряду с Йо Йо Ма и Тань Дунем. Как заключительный аккорд этого выступления она выпускает альбом China Girl в честь своих китайских корней.

## Спорт
Мэй с четырёх лет занимается горными лыжами и даже собиралась представлять Таиланд на Олимпийских играх 2002 в Солт-Лейк-Сити, однако таиландские власти потребовали от неё отказа от гражданства Великобритании. В 2010 году она снова подала заявку в Национальный олимпийский комитет Таиланда. На этот раз власти Таиланда не стали возражать, и Мэй была включена в состав олимпийской сборной.
Для участия в Олимпийских играх 2014 в Сочи в дисциплине слалом-гигант ей необходимо было получить олимпийскую лицензию. Для этого, по правилам Международной федерации лыжного спорта (FIS), необходимо принять участие как минимум в пяти стартах и набрать в них определённое количество баллов. Дебют в соревнованиях на открытом чемпионате Австралии и Новой Зеландии в 2013 году оказался неудачным для Мэй — она была дисквалифицирована в первой попытке за неправильное прохождение ворот.
В январе 2014 года Мэй квалифицировалась на Олимпийские игры 2014 года в Сочи и представляла сборную Таиланда в гигантском слаломе и выступала под фамилией отца — Ванакорн. Из 89 спортсменок, принявших участие, смогла финишировать в обоих спусках, заняв последнее, 67-е, место, проиграв победителю 50,10 секунды.
Впоследствии выяснилось, что результаты Мэй при отборе на Игры были сфальсифицированы на словенском этапе Кубка мира по заказу неназванной тайской компании. Четыре чиновника, участвовавших в сговоре, решением Федерации лыжных видов спорта Словении были отстранены от работы на 4 года. В ноябре решением дисциплинарной комиссии FIS Мэй была дисквалифицирована на 4 года, а пятеро организаторов турнира были отстранены от работы на срок от одного года до двух лет. Мэй опротестовала это решение.
CAS пришёл к выводу,[когда?] что у FIS не было достаточно доказательств для подтверждения факта фальсификации результатов со стороны Мэй, и аннулировал дисквалификацию. При этом суд отклонил вторую апелляцию 36-летней спортсменки (на отмену её результатов в квалификационных состязаниях из-за нарушения правил FIS), в связи с этим она не имела права выступать на Олимпиаде в Сочи.

## Скрипки
В большей части своих исполнений Ванесса Мэй использует скрипку «Gizmo» работы Гваданьини, изготовленную в 1761 году и выкупленную на аукционе родителями за 250 000 фунтов стерлингов. В январе 1995 года скрипка была украдена, но в марте того же года полиция вернула её хозяйке. Один раз артистка упала со скрипкой накануне одного из своих выступлений и разбила её. После нескольких недель кропотливой работы инструмент был восстановлен.
Также артистка использует электроскрипки Zeta Jazz Model, изготовленные в США — белую, с цветами американского флага и с 2001 года серебристо-белую, и три электроскрипки Ted Brewer Violins.
Периодически Ванесса Мэй покупает другие скрипки и продаёт их потом на благотворительных аукционах.

## Личная жизнь
Долгое время встречалась с французским сомелье Лионелем Кателаном.

## Факты
- В честь Ванессы Мэй назван астероид (10313) Ванесса-Мэй[11].
- Ванесса Мэй — любительница собак породы шарпей[12][13]. Первому своему шарпею, задавленному мотоциклом, она посвятила музыкальную композицию под названием «Паша»[14].

## Дискография
- Violin (1990)
- My Favourite Things: Kids' Classics (1991)
- Tchaikovsky & Beethoven Violin Concertos (1991/1992)
- The Violin Player (1994)
- The Violin Player: Japanese Releases (1995)
- The Alternative Record from Vanessa-Mae (1996)
- The Classical Album 1 (Ноябрь 1996)
- China Girl: The Classical Album 2 (Январь 1997)
- Storm (Январь 1997)
- The Original Four Seasons and the Devil’s Trill Sonata: The Classical Album 3 (Февраль 1999)
- The Classical Collection: Part 1 (2000)
- Subject to Change-Vanessa-Mae (Июль 2001)
- The Best of Vanessa-Mae (Ноябрь 2002)
- Xpectation (джазовый альбом совместно с Принсом) (2003)
- The Ultimate (Январь 2003)
- Choreography (2004)
- Platinum Collection (2007)

### Специальные альбомы
- The Violin Player: Japanese Release (1995)
- The Classical Album 1: Silver Limited Edition (1 января, 1997)
- Storm: Asian Special Edition (1 января, 1997)
- The Original Four Seasons and the Devil's Trill Sonata: Asian Special Edition (1 февраля, 1999)
- Subject to Change: Asian Special Edition (1 июля, 2001)
- The Ultimate: Dutch Limited Edition (январь, 2004)

### Синглы
- «Toccata & Fugue» (1995)
- «Toccata & Fugue — The Mixes» (1995)
- «Red Hot» (1995)
- «Classical Gas» (1995)
- «I'm a-Doun for Lack O' Johnnie» (1996)
- «Happy Valley» (1997)
- «I Feel Love Part 1» (1997)
- «I Feel Love Part 2» (1997)
- «The Devil's Trill» (1998)
- «Destiny» (2001)
- «White Bird» (2001)

## Фильмография
- The Violin Fantasy (1998)
- Арабские приключения (2000) — принцесса Зобейда
- The Making of Me (TV series) (2008)